# Wolkenbrüche bei Trendelburg

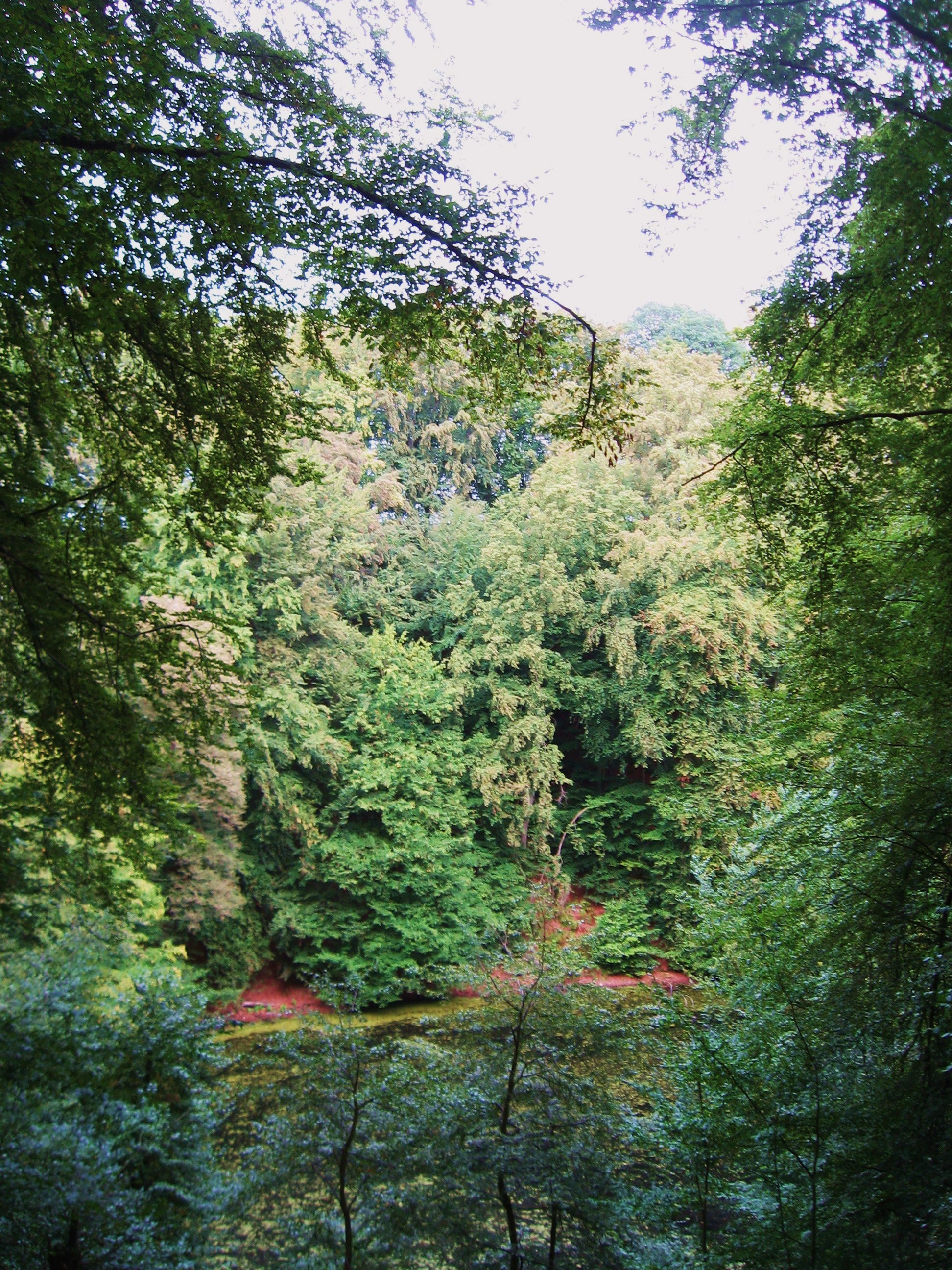
Blick in den Nassen Wolkenbruch

Die Wolkenbrüche – Nasser Wolkenbruch (oder Großer Wolkenbruch) und Trockener Wolkenbruch (oder Kleiner Wolkenbruch) – sind zwei nahe dem Kernort der Stadt Trendelburg gelegene und durch Erdfälle entstandene Einsturztrichter im nordhessischen Landkreis Kassel (Deutschland).
Die beiden Erdfälle sind jeweils als Naturdenkmal (ND) und als Geotop ausgewiesen. Der Nasse Wolkenbruch, der auch unter Naturschutz steht, ist im Bereich der südniedersächsisch-nordhessischen Buntsandsteinlandschaft an der Oberweser der größte Erdfalltrichter.

## Geographie

### Lage
Die Wolkenbrüche liegen 1 km östlich des Kernorts von Trendelburg und 1,2 km westlich des Trendelburger Stadtteils Friedrichsfeld. Am oberen Rand eines zum Sauerbach abfallenden Waldgebiets befinden sie sich 300 m südlich (Nasser Wolkenbruch) und 400 m südwestlich (Trockener Wolkenbruch) der in landwirtschaftlich genutztem Gebiet gelegenen Gehöftsansiedlung Saurenthal, auch Saures Tal genannt. Der kurze Sauerbach speist südlich der Wolkenbrüche den 1,4 km langen Friedrichsfelder Bach, der im Trendelburger Kernort in die Diemel mündet.

### Naturräumliche Zuordnung
Die Wolkenbrüche gehören in der naturräumlichen Haupteinheitengruppe Weser-Leine-Bergland (Nr. 37) und in der Haupteinheit Solling, Bramwald und Reinhardswald (370) zur Untereinheit Reinhardswald (370.4). Nach Westen fällt die Landschaft in die Untereinheit Hofgeismarer Rötsenke (343.4) ab, die in der Haupteinheitengruppe Westhessisches Bergland (34) zur Haupteinheit Westhessische Senke (343) zählt.

## Die Wolkenbrüche

### Nasser Wolkenbruch
Der Nasse Wolkenbruch (Großer Wolkenbruch; ⊙) liegt am Rand einer weitläufigen Hochfläche mit Feldern, Wiesen und Bauernhöfen am Waldrand, versteckt zwischen teils eigenartig verwachsenen Bäumen, die im oberen Trichterteil 200 bis 300 Jahre alt sind. Sein oberer Rand liegt auf etwa 195 m ü. NHN.
Der Nasse Wolkenbruch ist insgesamt unterschiedlichen Angaben zufolge zwischen 47 und 60 m tief und hat an der fast kreisrunden Oberkante rund 470 m Umfang bei etwa 150 m Durchmesser. In seinem Inneren hat sich ein kleiner See gebildet, der – je nach Wasserstand – 45 bis 60 m Durchmesser hat und 9,5 bis 14,5 m tief ist; anderen Angaben zufolge sind es maximal 16 m Wassertiefe. Damit ist der unterschiedlichen Angaben zufolge etwa 325.000 m³ oder 353.400 m³ große Einsturztrichter mit etwa 22 % mit Wasser gefüllt. Dies brachte ihm den Beinamen Nasser Wolkenbruch ein.
Der Nasse Wolkenbruch liegt im Fauna-Flora-Habitat-Gebiet Wolkenbruch bei Trendelburg (FFH-Nr. 4422-308; 3,14 ha groß).

### Trockener Wolkenbruch

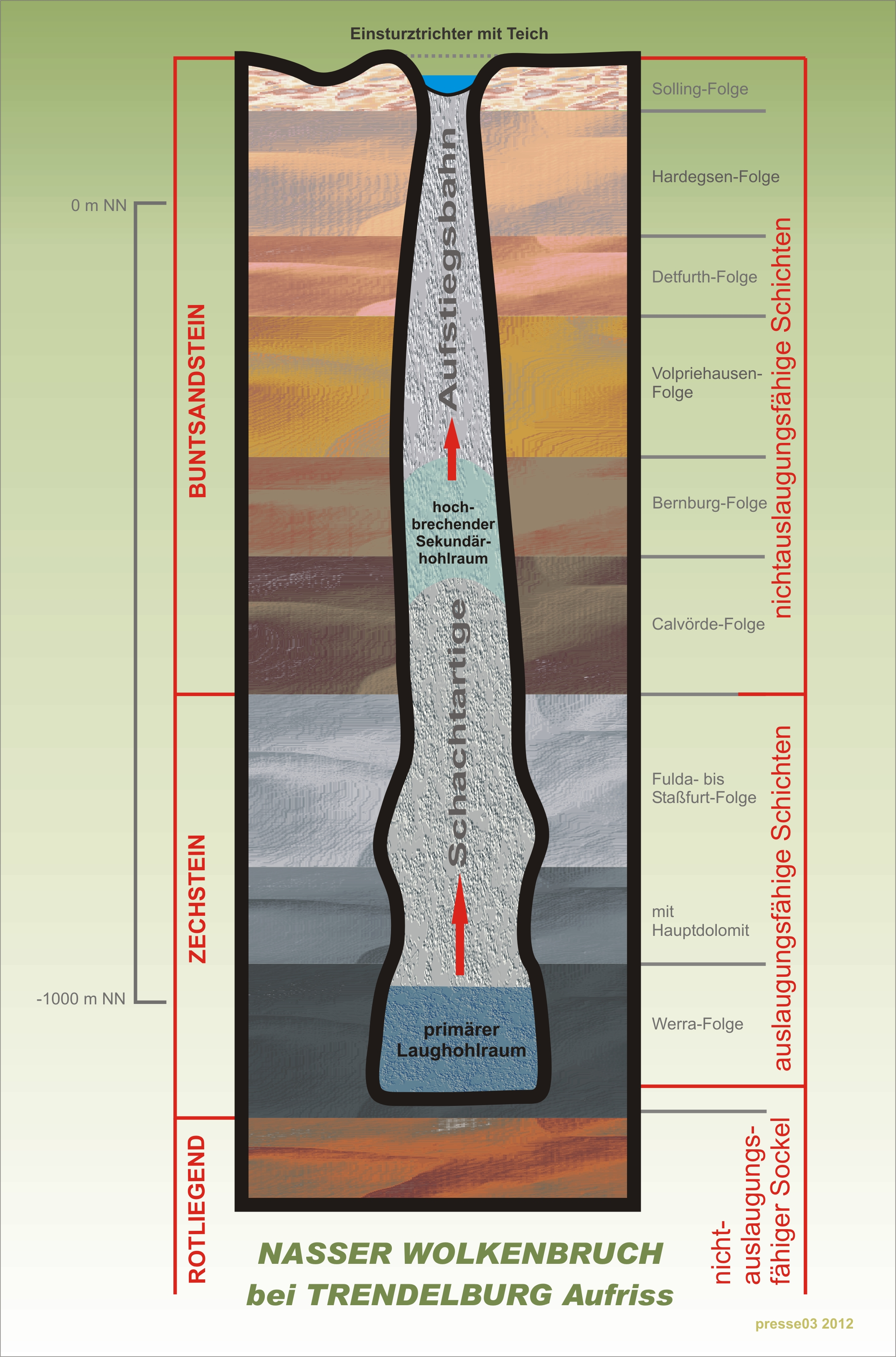
Geologische Entstehung des Nassen Wolkenbruchs

Der Trockene Wolkenbruch (Kleiner Wolkenbruch; ⊙) liegt knapp 400 m weiter westlich auf der anderen Seite der Felder am Waldrand und ist ebenso gut versteckt zwischen Bäumen. Der rund 23 m tiefe und 70 m breite Einsturztrichter ist etwa 4.000 m³ groß. Er ist nicht mit Wasser gefüllt, weshalb er Trockener Wolkenbruch heißt. Sein oberer Rand liegt auf etwa 200 m ü. NHN.

## Geologie
Beide Wolkenbrüche sind an der heutigen Landoberfläche umgeben von rot gefärbtem Sandstein der Trendelburger Schichten (smS2. Solling-Formation, Mittlerer Buntsandstein). Darunter, an der Erdoberfläche nicht aufgeschlossen, befinden sich Schichten des Unteren Buntsandsteins, unter denen das Zechstein-Salz (Salzstock) liegt, das im ausgehenden Erdaltertum durch Salzwasserkondensation unter heißen und trockenen Klimaverhältnissen abgelagert wurde.
Vor rund 250 Millionen Jahren mit Beginn des Erdmittelalters lagerten sich auf dem Zechstein allmählich rot gefärbte Sedimente und Sedimentgesteine in einer Mächtigkeit von weit mehr als 1000 m ab und verfestigten sich vorwiegend zu Sandsteinen. Um die Zeitenwende zur Erdneuzeit vor etwa 65,5 Millionen Jahren wurden diese Ablagerungen bis zum Mittleren Buntsandstein abgetragen.
Die Salzgesteine im Untergrund wurden in der jüngsten erdgeschichtlichen Vergangenheit allmählich durch Süß-Grundwasser in einer Tiefe zwischen 900 und 1300 m herausgelöst, wodurch zunächst ein Primärhohlraum entstand. Die Deckschichten brachen in diesen Hohlraum ein. Über ihnen entstand so ein Sekundärhohlraum, der wiederum  (zu einem unbekannten Zeitpunkt) die beiden Erdfälle der Wolkenbrüche ermöglichte.

## Sage
Zur Entstehungsgeschichte der merkwürdigen Trichter hat eine Sage eine Erklärung parat:
„Trendula, eine der drei Reinhardswald-Riesinnen und Namensgeberin der Stadt Trendelburg, war voller Missgunst gegenüber ihren Schwestern Saba und Brama. In einer unwetterheimgesuchten Nacht waren die beiden auf dem Rückweg von einem Besuch bei ihrem Vater, dem Riesen Kruko, zu ihren eigenen Burgen, als die hasserfüllte Trendula ihnen auflauerte und Brama hinterrücks meuchelte. Seit Tagen schon gingen Wolkenbrüche und starke Gewitterregen in der Gegend der Mordstelle nieder und die gerechte Strafe ließ nicht lange auf sich warten: Ein Blitz erschlug die Mörderin und im Donnergrollen öffnete sich der Erdboden und verschlang Trendula.“

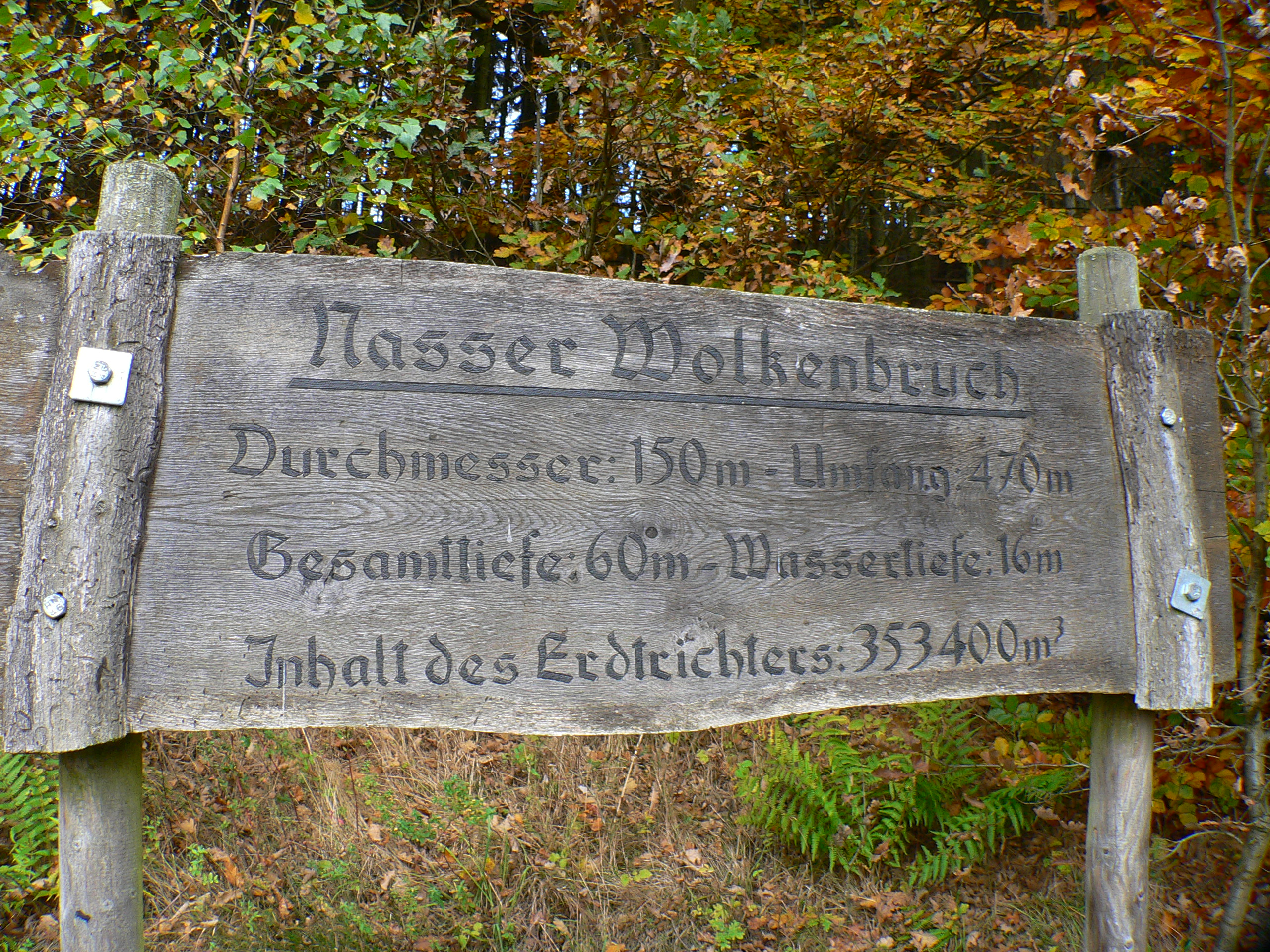
Schild Nasser Wolkenbruch

## Verkehr und Wandern
Etwa 330 (Trockener Wolkenbruch) bis 130 m (Nasser Wolkenbruch) südlich vorbei an den Wolkenbrüchen führt die Landesstraße 763, die im Trendelburger Kernort von der Bundesstraße 83 abzweigt und ostwärts nach Friedrichsfeld und dann weiter nach Gottsbüren verläuft; südlich von Trendelburg ist die B 83 und östlich der Ortschaft die L 763 Teil der Deutschen Märchenstraße.
Durch den Trendelburger Kernort und damit nahe der Wolkenbrüche verläuft ein gemeinsamer Abschnitt des Diemelradwegs und des Märchenlandwegs. Nordwestlich, westlich und südlich vorbei an den Wolkenbrüchen führt durch die Ortschaft und durch das Tal des Friedrichsfelder Bachs der in Trendelburg auf beide Wege treffende Reinhardswald-Westweg. Etwa 100 m von diesem Weg entfernt und 1,2 km östlich des vorgenannten Straßenabzweigs liegt an der L 763 im Sauerbachtal am unteren Waldrand eine Parkbucht, an dem das Schild Nasser Wolkenbruch und eine Informationstafel auf beide Einsturztrichter hinweisen. Von dort führt ein kurzer Weg steil bergauf durch den Wald zum Nassen Wolkenbruch, woran sich ein Waldrandweg westwärts zum Trockenen Wolkenbruch anschließt.